# Мавританско-нигерские отношения
Маврита́нско-нигери́йские отноше́ния — двусторонние дипломатические отношения между Исламской Республикой Мавритания и Республикой Нигер.

## Общая характеристика стран
|                                  | Мавритания            | Нигер                 |
| -------------------------------- | --------------------- | --------------------- |
| Площадь (км²)                    | 1 030 700             | 1 267 000             |
| Столица                          | Нуакшот               | Ниамей                |
| Население (чел.)                 | 4 270 000             | 22 928 000            |
| Государственное устройство       | унитарное государство | унитарное государство |
| Объём ВВП (номинал) (млрд долл.) | 7,6                   | 12,912                |
| Численность вооружённых сил      | 15 850                | 5300                  |
| Военный бюджет (млрд долл.)      | 0,196                 | 0,202                 |

## История
20 августа 2013 года страны заключили оборонительный договор. Главы Министерства иностранных дел, сотрудничества и африканской интеграции Нигера Мохамед Базум и Министерства иностранных дел Мавритании Хамади Уль-Баба Уль-Хамади высоко оценили усилия обеих стран в борьбе с терроризмом в Сахеле.
Во время двухдневной конференции в Нуакшоте министр иностранных дел Мавритании заявил, что Мавритания и Нигер являются «двумя братскими странами, объединёнными прочной структурой историко-культурных, социально-географических отношений и отношений в области безопасности».

## Дипломатические представительства
- Мавритания имеет генеральное консульство в Ниамее[10];
- Нигер не имеет дипломатических представительств в Мавритании[10].

## Членство в международных организациях
Мавритания и Нигер совместно состоят во многих международных организациях. Ниже представлена таблица с датами вступления стран в эти организации.
|                          | Мавритания | Нигер |
| ------------------------ | ---------- | ----- |
| ООН                      | 1961       | 1963  |
| МВФ                      | 1963       | 1963  |
| МБРР                     | 1963       | 1963  |
| АС                       | 1963       | 1963  |
| ОИС                      | 1969       | 1969  |
| Движение неприсоединения | 1964       | 1973  |
| ВТО                      | 1995       | 1996  |